# Bomba nuclear B83
El arma nuclear B83 es una bomba de caída libre de rendimiento variable desarrollada por Estados Unidos a finales de los años 1970, y que entró en servicio en 1983. Con un rendimiento máximo de 1,2 megatones de TNT (5,0 PJ) (75 veces el rendimiento de la bomba atómica "Little Boy" que cayó sobre Hiroshima el 6 de agosto de 1945, que tenía un rendimiento de 16 kilotoneladas de TNT (67 TJ)), Es la más poderosa arma nuclear de caída libre en el arsenal de los Estados Unidos. Fue diseñado en el Laboratorio Nacional Lawrence Livermore, y la primera detonación de prueba subterránea de la producción B83 tuvo lugar el 15 de diciembre de 1984.

## Aeronaves capaces de transportar el B83

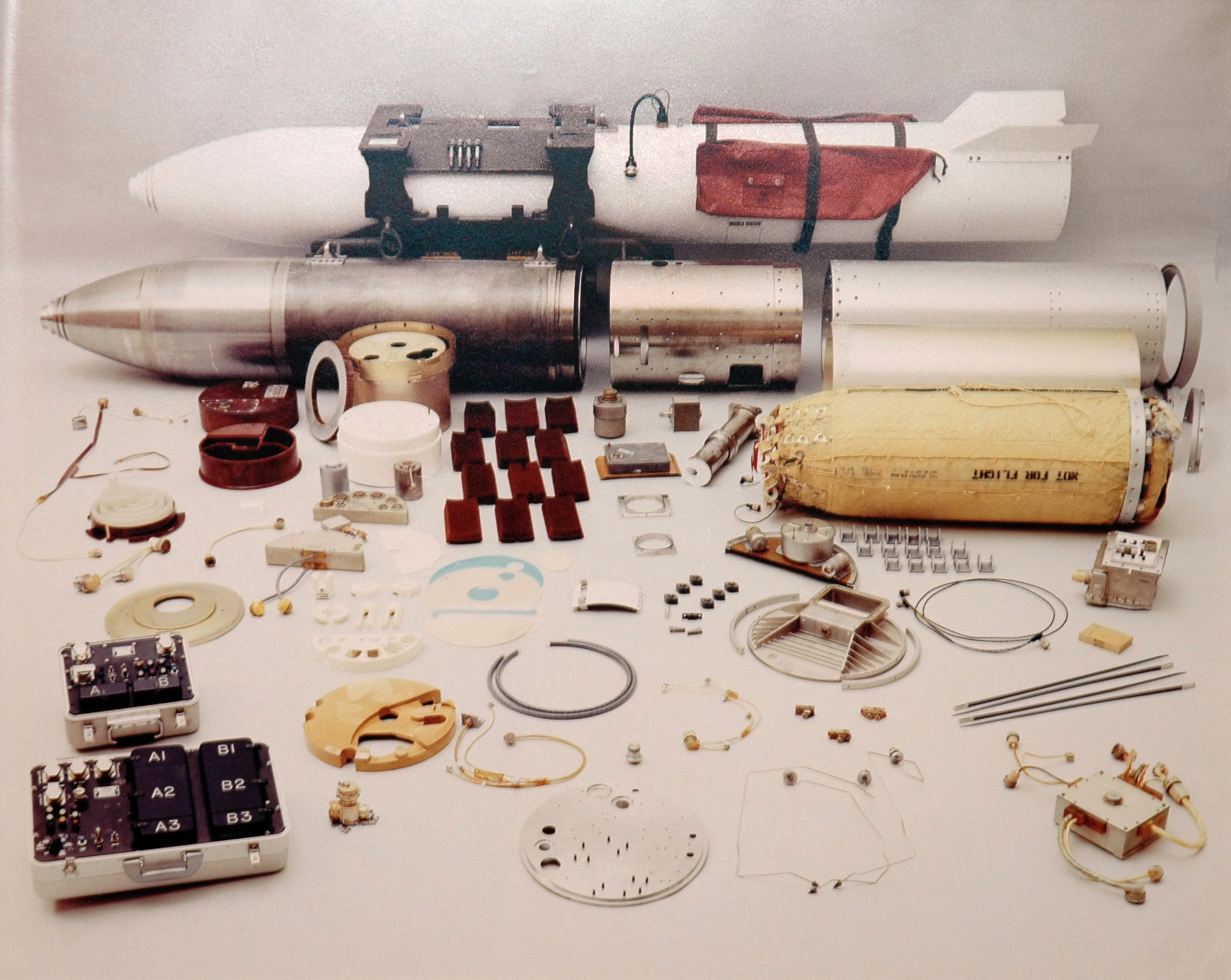
Bomba nuclear B83.

La B83 puede ser desplegada por una amplia gama de aviones estadounidenses, entre los que se incluyen los siguientes:
- B-1B
- B-52
- B-2A
- B-52H
- F-15E
- F-16A/B/C/D
- F/A-18A/B/C/D/E/F
- A-6 Intruder
- A-7 Corsair II
- AV-8B Harrier II
- F-22A en configuraciones externas
- F-111 Aardvark
- A-4E Skyhawk
- F 16